# Willem van Ruytenburch
Willem van Ruytenburch (gedoopt 13 augustus 1600 - Den Haag of Vlaardingen 1652) was een Amsterdamse koopman (handelaar in onder andere specerijen). Naast kapitein Frans Banninck Cocq was hij luitenant van een van Amsterdams schutterijen. Van 1627 tot 1652 was Van Ruytenburch Heer van Vlaerdingen en Vlaerdingen Ambacht. Hij was de zoon van Pieter Gerritszn. van Ruytenburch. Op Rembrandts schilderij De Nachtwacht is hij de man in het geel. De titel Heer van Vlaerdingen erfde hij van zijn vader, die deze op zijn beurt had gekocht in 1611. Zodoende waren de Van Ruytenburchs niet echt van adel. Later kreeg hij een zoon genaamd Jan van Ruytenburch, bekend rond de schaking van Catharina van Orliens.
In 1639 werd Van Ruytenburch lid van de Vroedschap van Amsterdam.
Opgravingen in 2004 hebben zijn huis blootgelegd in Vlaardingen aan de Hoflaan. De ambachtsheerlijkheid is in 1830 door de gemeente Vlaardingen gekocht, zodat de titel sedertdien aan de gemeente is toegevallen.

## Huwelijk en kinderen
Van Ruytenbuch trouwde op 17 februari 1626 met Alida Jonckheyn (gedoopt 4 augustus 1609 - na oktober 1677) Zij was een dochter van Elbert Simonsz Jonckheyn en Adriana Coolen. Uit dit huwelijk zijn geboren:
- Adriana van Ruijtenburgh (gedoopt Amsterdam op 10 juni 1629 - na december 1701) trouwde (1) in Den Haag op 14 maart 1648 met Willem Cornelisz Hartigvelt Raad en Schout van Rotterdam 1652, burgemeester van Rotterdam 1657 en bewindvoerder Oost Indische Compagnie 1637 overleden te Rotterdam in februari 1664 en begraven te Vlaardingen. Hij was de zoon van Cornelis Jansz Hartigvelt en Agatha Cornelisdr Briel genaamd Welhouck. Zij trouwde (2) te Rotterdam op 20 mei 1668 met Aldert van Driel (gedoopt te Rotterdam op 16 maart 1629) de zoon van Johan van Driel en Maria van der Duijn. Aldert en Adriana woonden aan de Leuvehaven in Rotterdam.
- Albert Willemsz van Ruytenburgh (gedoopt Amsterdam, 11 mei 1630 - 6 januari 1688) trouwde in Den Haag op 19 juli 1671 met Wilhelmina Anna van Nassau-Beverweerd (1638-1688) de dochter van Lodewijk van Nassau-Beverweerd en Isabella gravin van Horne.
- Jan van Ruytenburgh (1635 - Den Haag, 22 februari 1719) begraven te Vlaardingen in Hollandschen krijgsdienst werd daarna Raad ter Admiraliteit in 't Noorderkwartier wegens de Provincie Zeeland (van 1681 tot 1719) en Hoogheemraad van Delftland trouwde te Goes met Catharina van der Nisse (27 september 1635 - 28 juni 1722) begraven te Vlaardingen. Zij is de dochter van Gillis van der Nisse (1616-1657) burgemeester van Goes en Geertruid Simonsdr. van Alteren (1613-1639).
- Gerard Constantin van Ruytenburgh (gedoopt Amsterdam, 8 maart 1649 - Purmerend, 16 mei 1701)
- Elisabeth van Ruytenburgh, overleden op 19 januari 1697. Zij trouwde in Den Haag op 19 november 1650 met Amilius Adriaensz Cool Raad van Gouda 1643, schepen te Gouda 1648, burgemeester van Gouda 1661, gedeputeerde in de generaliteits Rekenkamer van 1653 tot 1655 en Hoogheemraad van Schieland 1661. Hij was de zoon van Adriaen Cool en Margaretha Aemiliusdr Rodendael.

## Verder lezen
- Gabri van Tussenbroek - Amsterdam en de Nachtwacht: De mannen op het meesterwerk van Rembrandt; Prometheus, Amsterdam, 2018.